# الدوري النمساوي 1923–24
الدوري النمساوي الممتاز 1923–24 (بالألمانية: Österreichische Fußballmeisterschaft 1923/24)‏ هو الموسم 13 من بوندسليغا النمسا لكرة القدم. أشرف على تنظيمه اتحاد النمسا لكرة القدم، وكان عدد الأندية المشاركة فيه 12، وفاز فيه أوستريا فيينا.